# Lycodon zoosvictoriae
Espèce
Lycodon zoosvictoriae est une espèce de serpent de la famille des Colubridae.

## Répartition
Cette espèce est endémique du Sud-Ouest du Cambodge. Elle se rencontre dans la chaîne des Cardamomes.

## Étymologie
Cette espèce est nommée en référence aux zoos du Victoria, qui fait référence au Zoological Parks and Gardens Board of the southeastern Australian State of Victoria qui a monté un groupe de recherche, le Cardamom Mountains Research Group, pour étudier la faune de la chaîne des Cardamomes.

## Publication originale
- Neang, Hartmann, Hun, Souter & Furey, 2014 : A new species of wolf snake (Colubridae: Lycodon Fitzinger, 1826) from Phnom Samkos Wildlife Sanctuary, Cardamom Mountains, southwest Cambodia. Zootaxa, no 3814 (1), p. 68–80.